# Padova megye
Padova (megye) (Provinzia di Padova) Olaszország Veneto régiójának kisebb közigazgatási egysége. Székhelye: Padova.

## Települései
| Város             | Népesség (fő) | Terület (km²) |
| ----------------- | ------------- | ------------- |
| Padova            | 209 696       | 92            |
| Selvazzano Dentro | 21 731        | 19,58         |
| Vigonza           | 20 880        | 33,32         |
| Albignasego       | 20 561        | 20,99         |
| Cittadella        | 19 711        | 36            |
| Abano Terme       | 19 136        | 21            |
| Monselice         | 18 690        | 52            |
| Piove di Sacco    | 18 210        | 35,63         |
| Este              | 16 868        | 32,76         |